# Prabha Atre

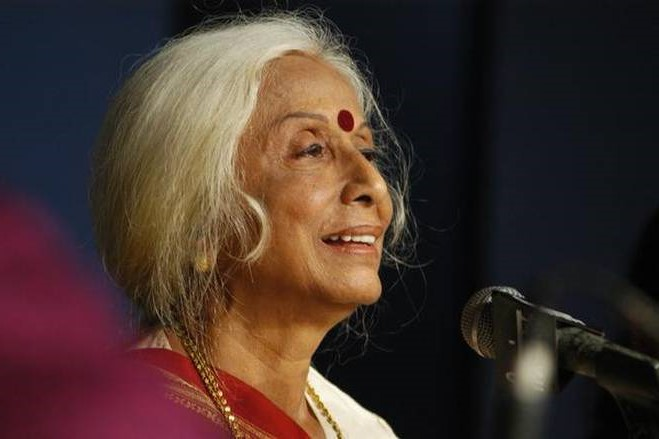
Prabha Atre

Prabha Atre (Marathi प्रभा अत्रे, * 13. September 1932 in Pune, Präsidentschaft Bombay, Britisch-Indien; † 13. Januar 2024 in Pune, Maharashtra) war eine indische klassische Sängerin, Komponistin und Musikpädagogin.

## Leben
Atre wurde von Sureshbabu Mane und dessen Schwester Hirabai Badodekar, zwei Vertretern der Kirana Gharana, unterrichtet und war auch von Amir Khan und Bade Ghulam Ali Khan beeinflusst. Sie war außerdem ausgebildet im klassischen Tanzstil Kathak. Ihre Laufbahn begann sie als singende Bühnenschauspielerin. Als Sängerin machte sie die klassische indische Musik ab Ende der 1960er Jahre auch in der westlichen Welt populär.
In Indien trat sie bei Konzerten, im Fernsehen und bei All India Radio auf, wo sie auch als Musikproduzentin arbeitete. An der SNDT Women's University in Mumbai leitete sie die Departments Postgraduiertenstudium und Musikwissenschaft. Außerdem gründete sie die Dr Prabha Atre Foundation zur Förderung der klassischen Musik in Indien und Swarmayee Gurukul, eine Bildungseinrichtung, die die akademische musikalische Bildung mit der klassischen indischen verbindet. Zu ihren Schülern zählen Alka Joglekar, Vijaya Patki, Asha Parasnis, Chetna Banawat, Atindra Sarvadikar, Arati Thakur, Ashvini Modak und Fumie Nigeshi.
550 ihrer eigenen Kompositionen veröffentlichte Atre in den drei Bänden Swaraangini, Swaranjani und Swararangi. Für ihre Wirken erhielt sie zahlreiche Preise, darunter den Padma Shri (1990), den Padma Bhushan (2002), den Padma Vibhushan (2022) und den Sangeet Natak Akademi Award.